# Großer Preis von Hannover (Radsport)

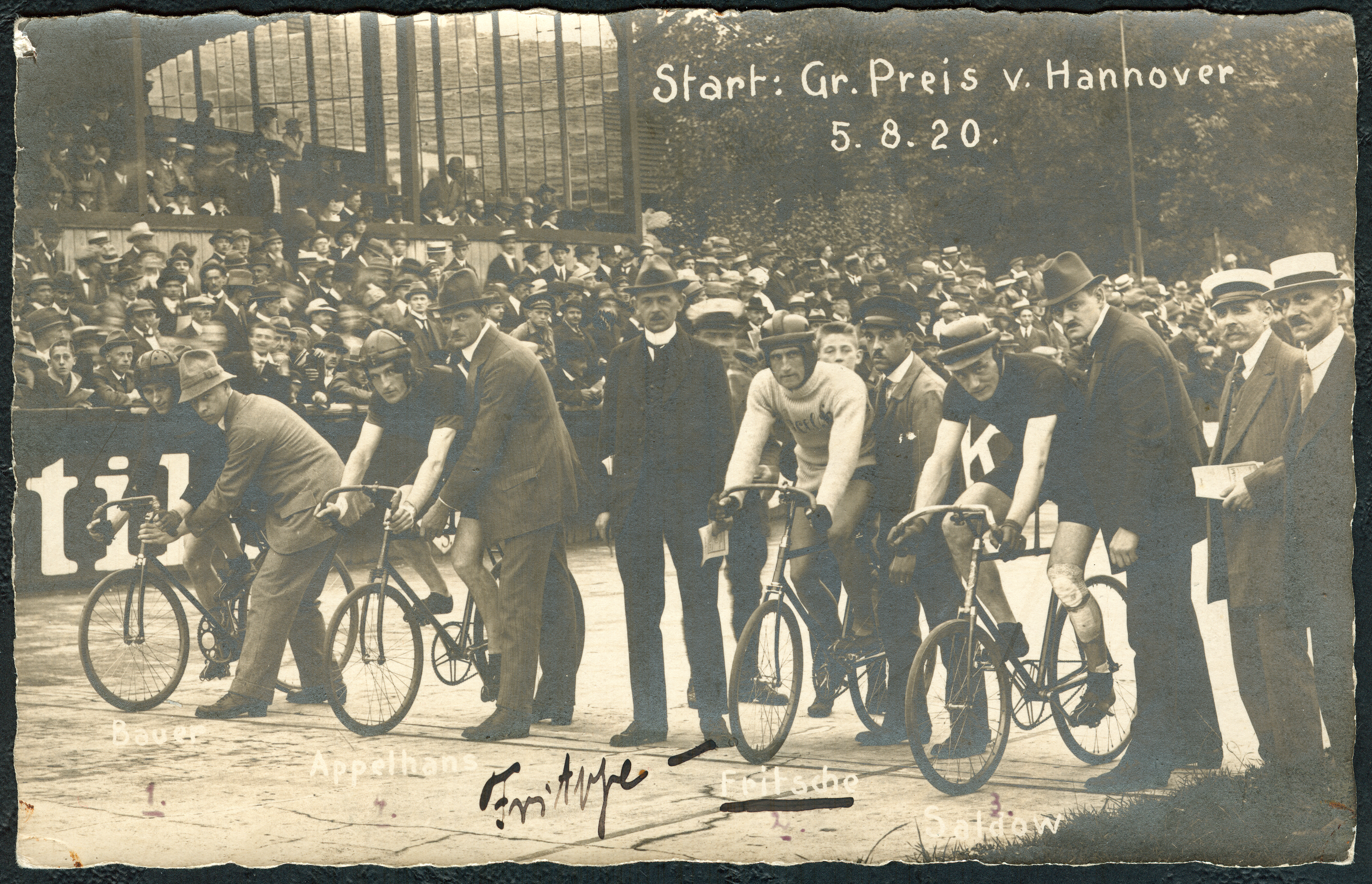
Fotografie vom Start am 5. August 1920 mit den vier Radrennfahrern und ihren kurz darauf errungen Plätzen (von links): Bauer (1.), Appelhans (4.), Fritsche (2.) und Saldow (3.)

Der Große Preis von Hannover war eine regelmäßig veranstaltete Bahnradsportveranstaltung in Hannover. Der Wettbewerb wurde Ende des 19. Jahrhunderts durch Hermann Löns initiiert, seinerzeitiger Chefredakteur des Hannoverschen Anzeigers, und 1897 erstmals ausgetragen. Über dieses erste Radrennen vom 13. Juni 1897 berichtete Löns dann auch in der Tageszeitung.
Nach dem Zweiten Weltkrieg und schon am 5. Oktober 1945 wurde mit Genehmigung der Britischen Militärbehörden auf der Radrennbahn am Pferdeturm erneut der Große Preis von Hannover ausgetragen. Dabei siegte Jean Schorn vor Walter Lohmann und Willy Rintelmann.
An einem Sonnabend im Jahr 1949 errang Werner „Potz“ Potzernheim den Großen Preis von Hannover auf der Bahn am Pferdeturm vor den favorisierten Fahrern Willy Trost, Hans Westerhold und Clemens Kaufmann; neben der Nähe zur hannoverschen Continental AG einer der Gründe zum Umzug Potzernheins im Jahr 1950 nach Hannover, wo er dann anfangs in einer Schrittmacher-Kabine unter der Bahn am Pferdeturm wohnte.
Unter den Siegern des Großen Preises für Sprinter finden sich so bekannte Namen wie Willy Arend, Walter Rütt und in jüngerer Vergangenheit Daniel Morelon, Michael Hübner und Lutz Heßlich.

## Palmarès
- 1895  Alex Verheyen
- 1897 Paul Bourillon
- 1898 Charles Van Den Born
- 1899 Anton Huber
- 1900 Anton Huber
- 1901 Charles Van Den Born
- 1902 Albert Heering
- 1903  Willy Arend
- 1904  Iver Lawson
- 1906  Gabriel Poulain
- 1908  Willy Bader
- 1910  Mayer, Henry
- 1912  Oscar Peter
- 1913  Walter Rütt
- 1915  Stabe, Eugen
- 1916  Walter Rütt
- 1917  Willy Lorenz
- 1918  Willy Lorenz
- 1919  Walter Rütt
- 1920  Walter Rütt
- 1921  Willy Arend
- 1922  Willy Gottfried
- 1923  Georg Schmucker
- 1925  Kaufmann, Ernst
- 1926  Alex Fricke
- 1927  Alex Fricke
- 1928  Mathias Engel
- 1929  Alex Fricke
- 1942  Arie van Vliet
- 1949  Werner Potzernheim
- 1950  Arie van Vliet
- 1951  Maurice Verdeun
- 1952  Marino Morettini
- 1953  Lionel Cox
- 1966  Willi Fuggerer
- 1967  Gerhard Schöfer
- 1968  Jan Jansen
- 1969  Niels Fredborg
- 1970  Jan Jansen
- 1971  John Nicholson
- 1972  Daniel Morelon
- 1973  Daniel Morelon
- 1974  John Nicholson
- 1975  Daniel Morelon
- 1976  Dieter Berkmann
- 1977  Daniel Morelon
- 1978  Ausfall wegen Regens
- 1979  Gerhard Scheller
- 1980  Henrik Salée
- 1981  Fredy Schmidtke
- 1982  Gerhard Scheller
- 1983  Dieter Giebken
- 1984  Frank Orban
- 1985  Gerhard Scheller
- 1986  Michael Hübner
- 1987  Lutz Heßlich
- 1988  Lutz Heßlich
- 1989  Michael Hübner
- 1990  Michael Hübner
- 1991  Ainārs Ķiksis
- 1992  Jens Fiedler
- 1993  Michael Hübner
- 1994  Jens Fiedler
- 1995  Eyk Pokorny
- 1996  Darryn Hill
- 1997  Viesturs Bērziņš
- 1998  Jens Fiedler
- 1999  Abbruch wegen Regens
- 2000  Roberto Chiappa
- 2001  Stefan Nimke
- 2002  Sean Eadie
- 2003  René Wolff
- 2004  Jan van Eijden
- 2005  Stefan Nimke
- 2006  Ausfall wegen Regens
- 2007   Jan van Eijden